# (7012) Hobbes
(7012) Hobbes ist ein Asteroid des Hauptgürtels, der am 11. Februar 1988 vom belgischen Astronomen Eric Walter Elst am La-Silla-Observatorium (Sternwarten-Code 809) der Europäischen Südsternwarte in Chile entdeckt wurde.
Der Asteroid wurde am 24. Dezember 1996 nach dem englischen Mathematiker, Staatstheoretiker und Philosophen Thomas Hobbes (1588–1679) benannt, der in seinem Hauptwerk Leviathan eine Theorie des Absolutismus entwickelte und der deshalb als Begründer des aufgeklärten Absolutismus gilt.
Der Himmelskörper gehört der Vesta-Familie an, einer großen Gruppe von Asteroiden, benannt nach (4) Vesta, dem zweitgrößten Asteroiden und drittgrößten Himmelskörper des Hauptgürtels.